# Francesc Bonaventura Aragó
Francesc Bonaventura Aragó (Estagell, Rosselló, 1754 - Perpinyà, 24 de desembre del 1814) fou el primer membre rellevant del llinatge rossellonès Aragó. Aquesta família d'origen rural encarnava l'estereotip de família de l'elit provincial que va ascendir a les jerarquies del poder central francès aprofitant els canvis generats per l'ensulsiada de l'antic règim.
De família pagesa, Francesc B. Aragó es va graduar en dret i va esdevenir cònsol d'Estagell entre el 1786 i el 1787. Fou partidari de la revolució francesa des de bon principi, i des de llavors fou batlle del poble, jutge de pau del cantó, comandant de la Guàrdia Nacional durant la Guerra franco-espanyola de 1793, membre del Directori Departamental i després president d'aquest i, finalment, caixer de la moneda de Perpinyà.
El seu fills foren personalitats destacades: el més gran fou el cèlebre científic Francesc Aragó, Joan Aragó fou general de l'exèrcit mexicà que lluità contra l'imperialisme d'Espanya, Jaume Aragó fou escriptor i explorador, i Esteve Aragó també era escriptor.